# 観光文化学部
観光文化学部とは大学に置かれていた学部の一つであり、観光を文化として捉えて 教育研究することを目的としていた。
観光立国推進基本法の施行などにより観光学系学問への注目が集まっていたことなどから、観光産業等の担い手の育成に力を入れていた。
観光文化学部では、経営学、政策学、地域研究をはじめ、これからの観光産業に欠かせない外国語を利用したコミュニケーションスキルの取得にも力を入れていた。

## 観光文化学部を置いていた大学
- 松蔭大学　現在は松蔭大学観光メディア文化学部
- 神戸夙川学院大学（廃止）